# Eriocaulon ligulatum
Eriocaulon ligulatum là một loài thực vật có hoa trong họ Cỏ dùi trống. Loài này được (Vell.) L.B.Sm. mô tả khoa học đầu tiên năm 1939.